# Karl Brizzi

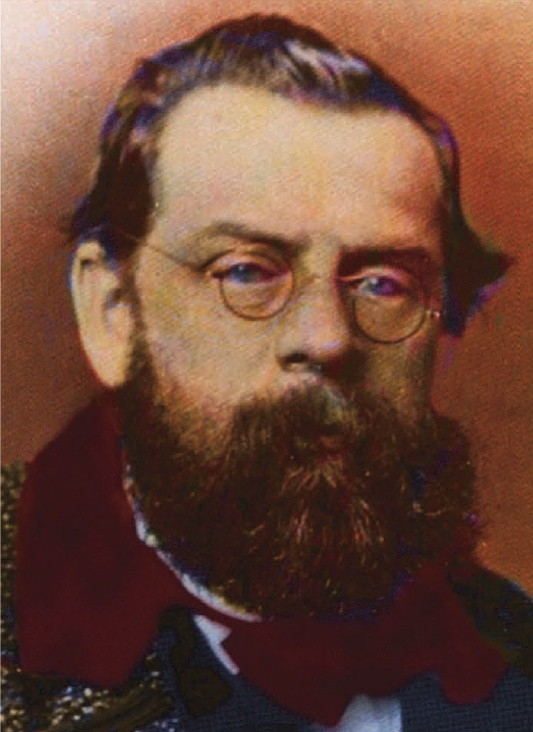
Carl Brizzi

Karl August Anton Ludwig Brizzi (auch Carlo, Charles, Charles v. oder Carl Brizzi, * 7. September 1822 in München; † 6. Dezember 1878) war ein deutscher Landschaftsmaler.

## Leben

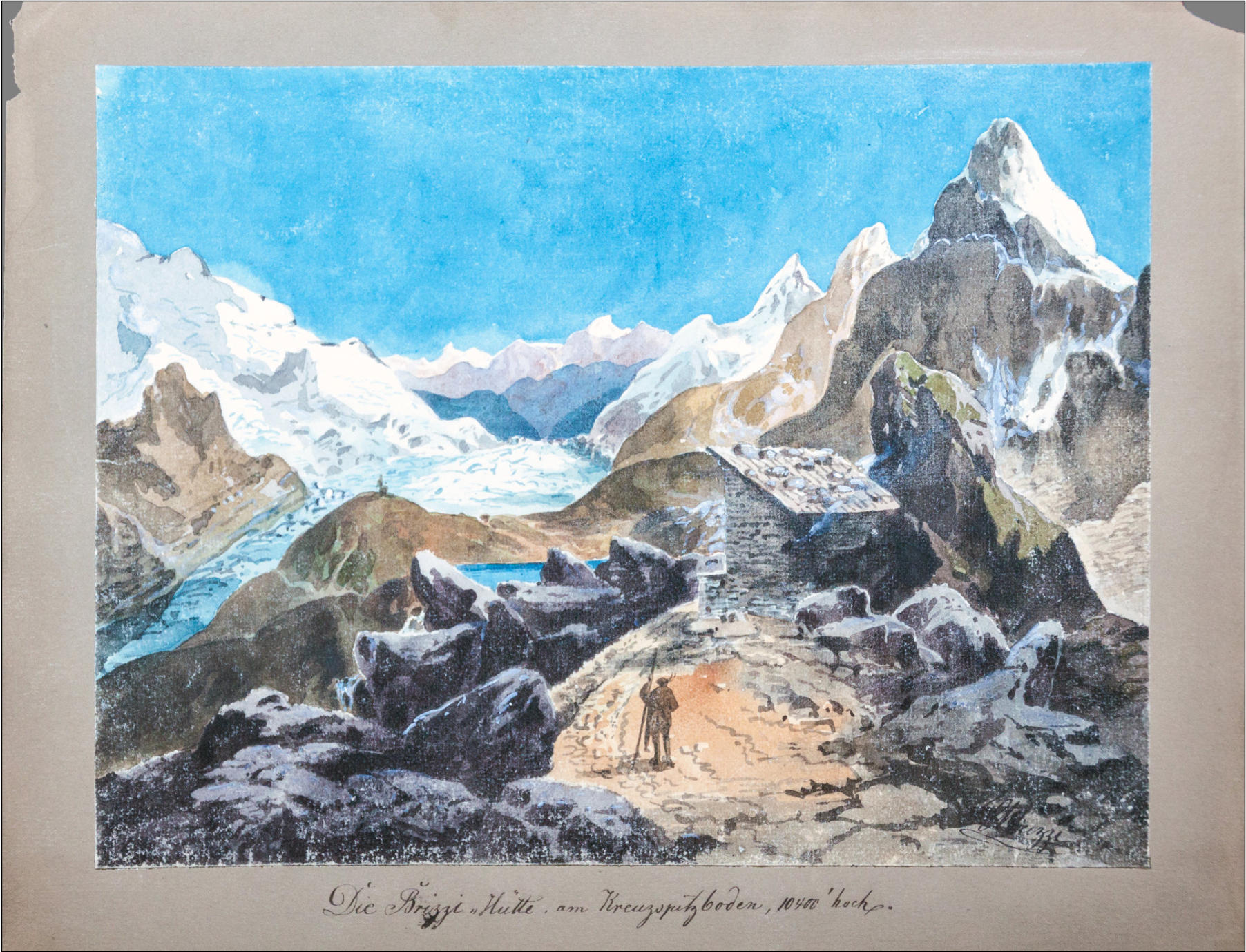
Brizzi-Hütte mit Samoarsee (auch „Brizzisee“) und Niederjoch

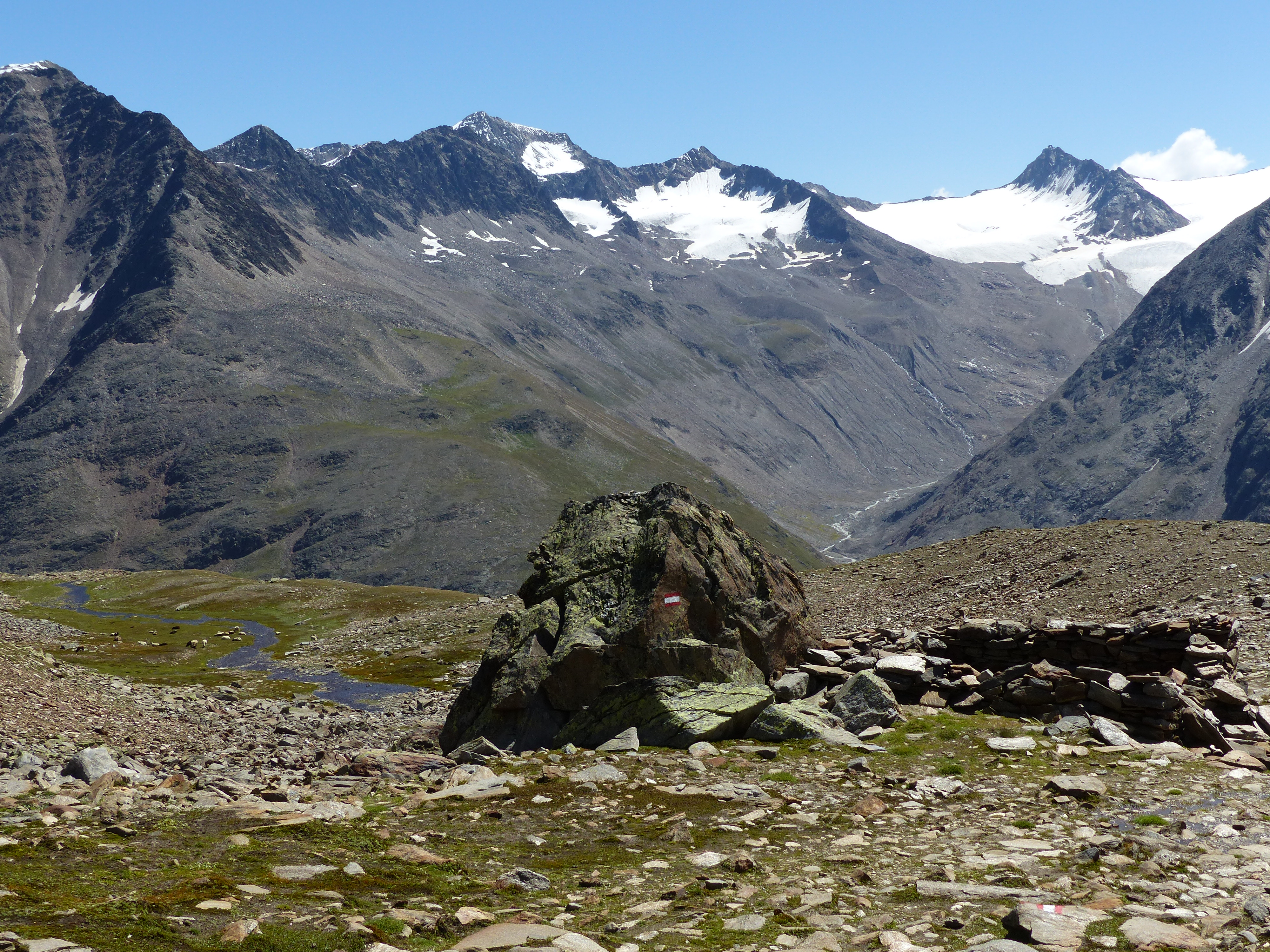
Ruine der Brizzi-Hütte (2020)

Carl Brizzi war Sohn des italienischen Opernsängers Antonio Brizzi. Er besuchte in München ein Gymnasium.
Über seinen künstlerischen Werdegang ist nichts bekannt. Zu Lebzeiten war er als Künstler wirtschaftlich relativ erfolglos. Sein Anwesen in Tegernsee wurde 1850 zwangsversteigert.
Bekanntheit erreichte Brizzi durch seine Aquarelle des Ötz- und Schnalstals. Sie entstanden bei seinen vielfältigen Wanderungen in den Alpen bis in hochalpine Regionen mit Besteigungen der Kreuzspitze, des Hoch- und Niederjochs, die in der damaligen Kleinen Eiszeit stark vergletschert waren. Anscheinend plante Brizzi eine Veröffentlichung seiner Bilder im Rahmen einer Landschaftsbeschreibung, die als Manuskript erhalten geblieben ist. Inhaltlich wurden Brizzis Beschreibungen eine große Nähe zu den Publikationen von Karl Sonklar und den Gebrüdern Schlagintweit attestiert. Einzelne Bilder wurden als Illustrationen in Zeitungen abgedruckt.
Charakteristisch für Brizzis Werke ist die überhöhte und damit verfremdete Darstellung von Bergen und Gletschern, während Gebäude und Orte sehr realistisch dargestellt sind.
Das bekannteste von Brizzis Werken ist ein Panorama vom Gipfel der Kreuzspitze. Den Auftrag dazu hatte ihm der „Gletscherpfarrer“ und Pionier des Alpinismus Franz Senn 1868 erteilt, als Brizzi in Vent gastierte, wo die einzige Unterkunft damals das Widum war. Eigens zur Erstellung des Panoramas wurde eine etwa 500 Höhenmeter unterhalb des Kreuzspitz-Gipfels am Samoarsee gelegene Hirtenhütte für einen längeren Aufenthalt hergerichtet und mit Proviant versehen. Die heute noch erkennbare Ruine dieser „Brizzi-Hütte“ liegt am markierten Aufstiegsweg zur Kreuzspitze. Brizzi stellte sein Panorama erst im Folgejahr fertig, als er wieder in Vent weilte. Allerdings entsprach das Panorama aufgrund künstlerischer Überhöhungen nicht den Erwartungen Senns, so dass es zum Dissens darüber kam.

## Werke (Auswahl)

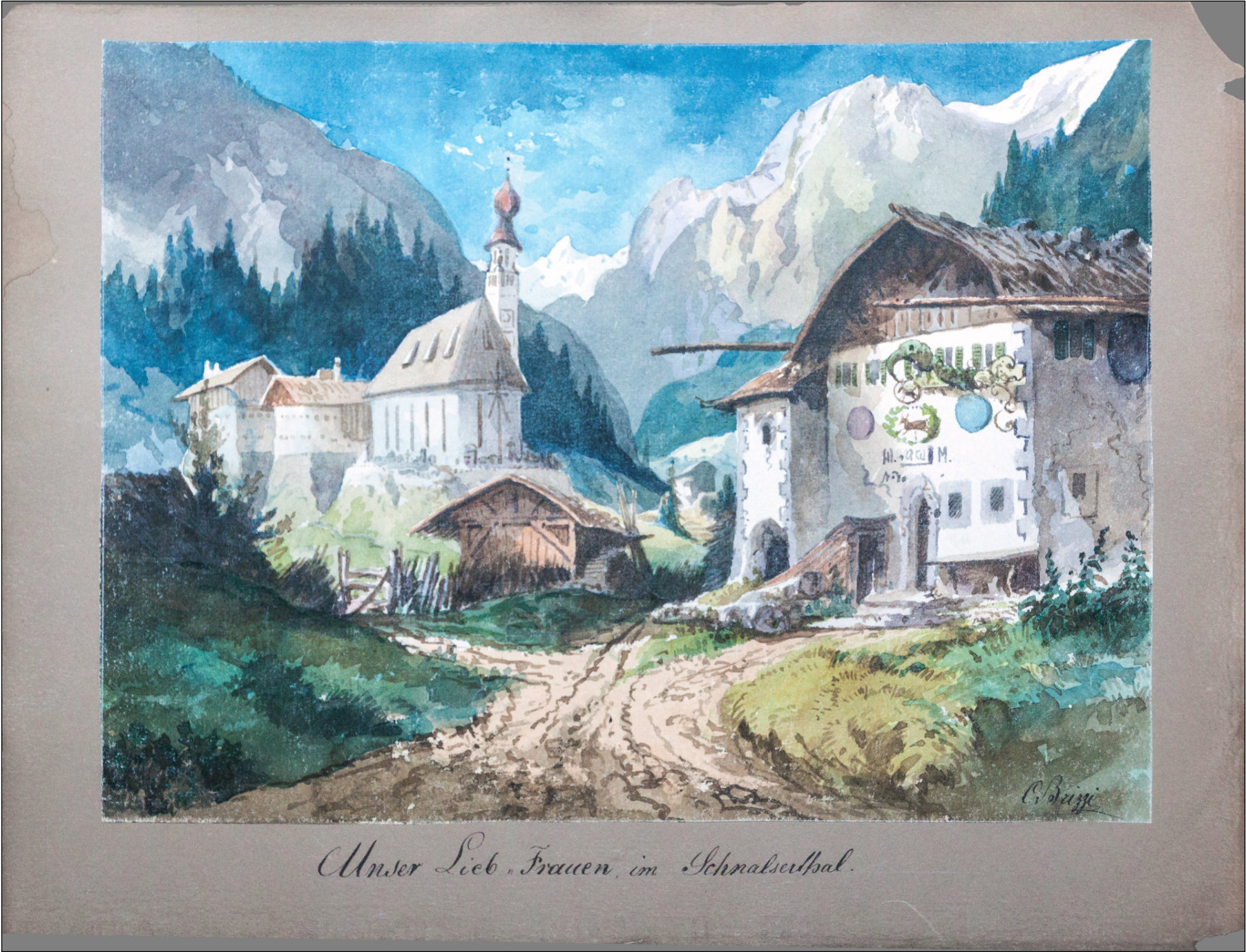
Unser Frau in Schnals, Gasthaus Zum Hirschen
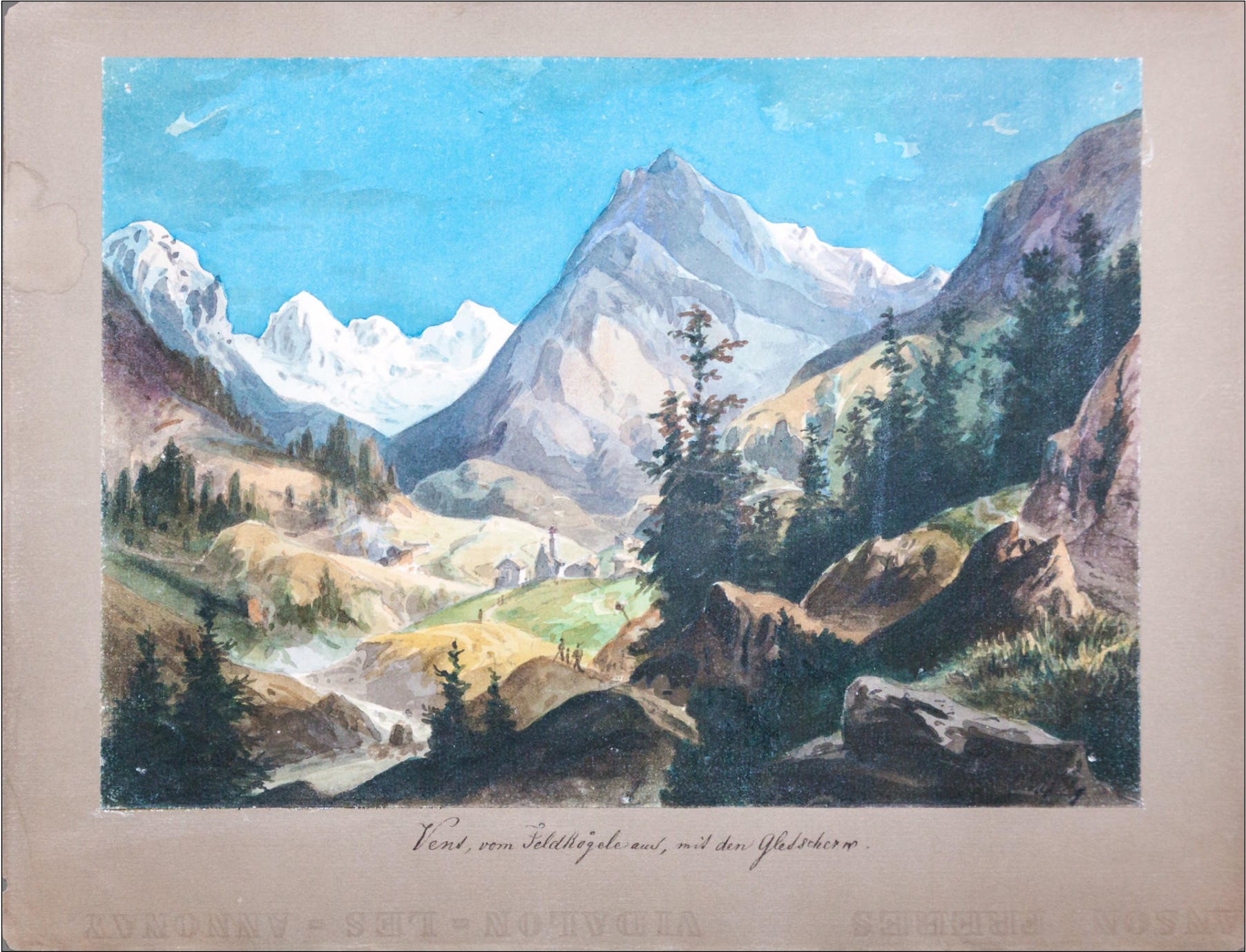
Vent vom Feldkögele (2018 m)
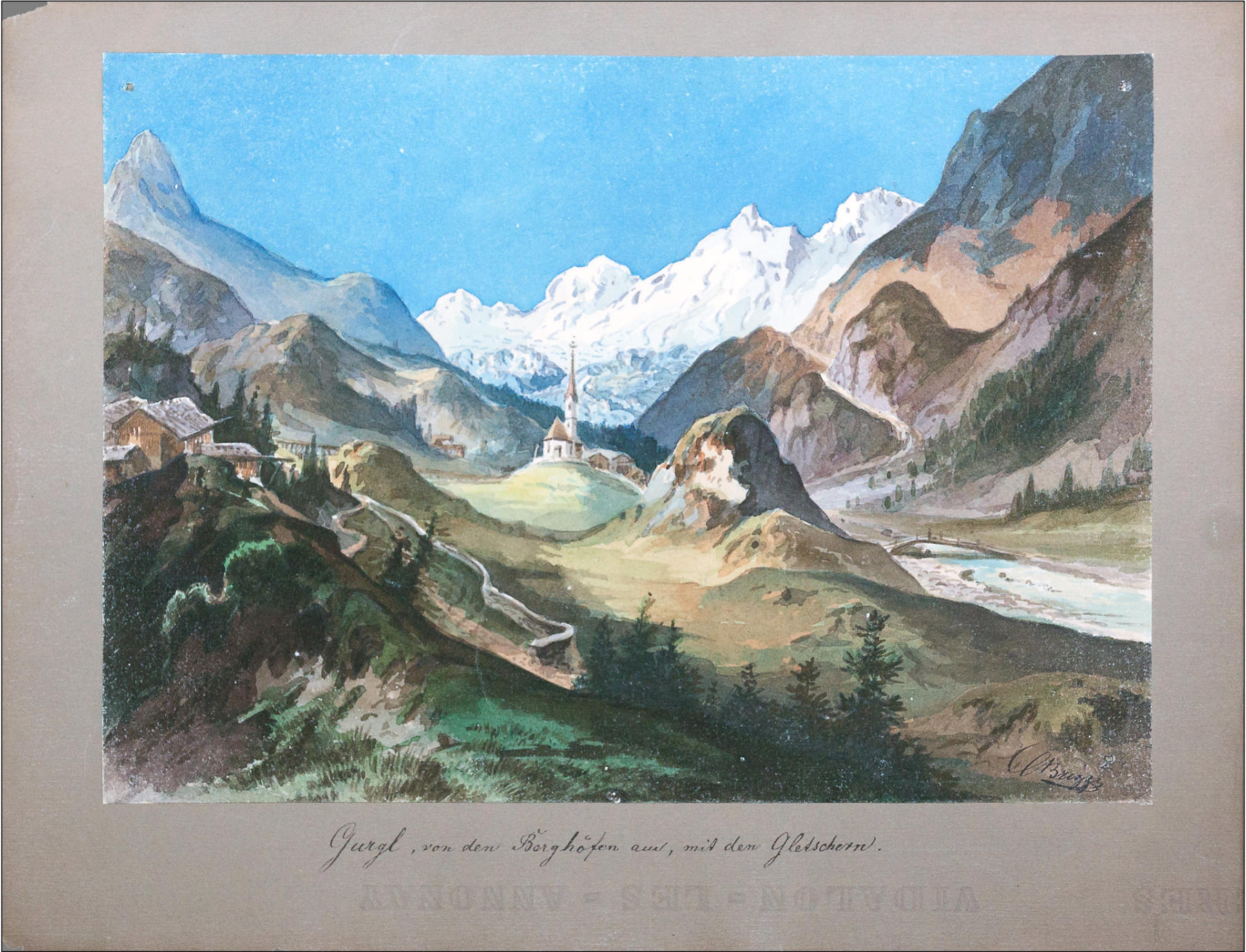
Gurgl
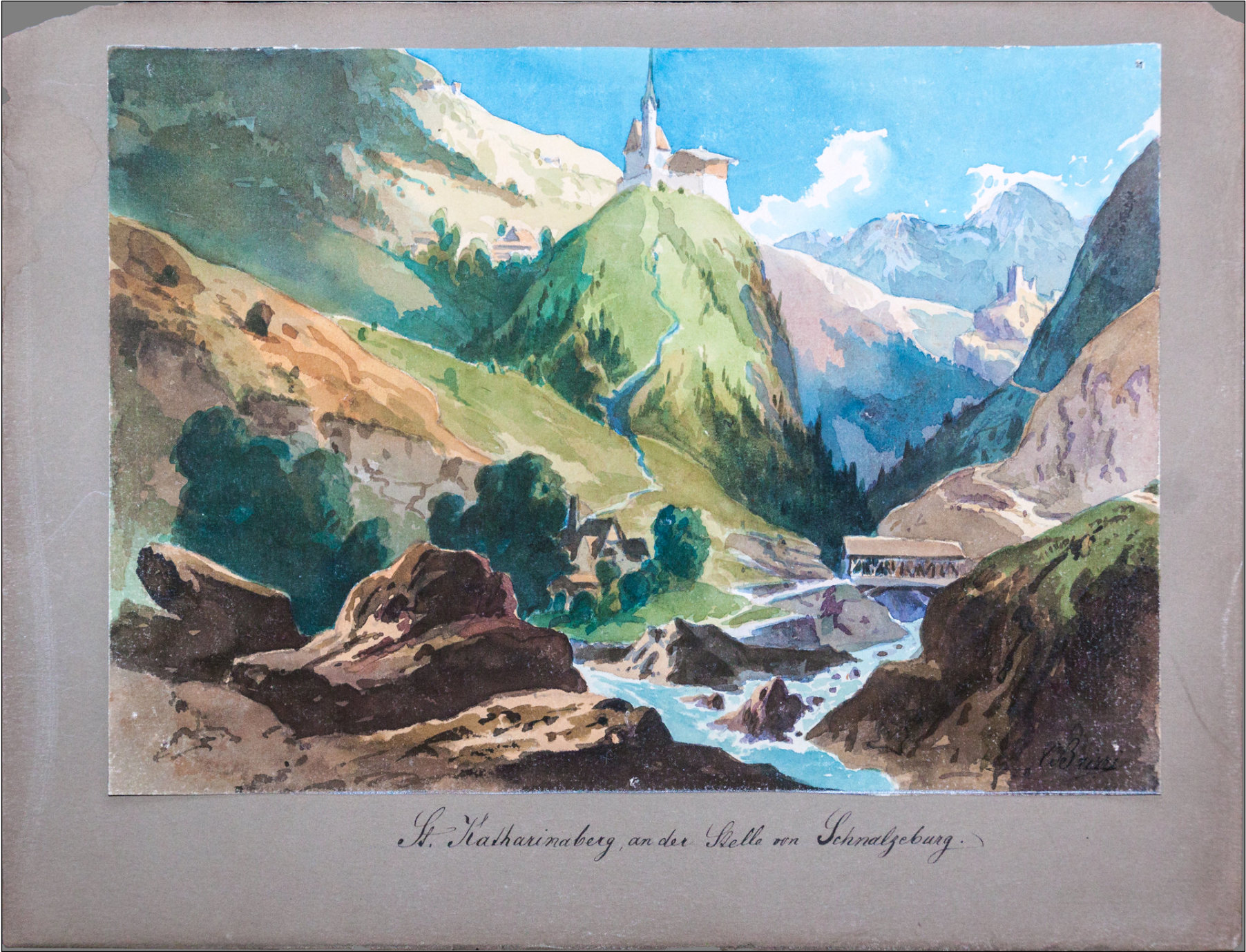
Katharinaberg über dem Schnalstal
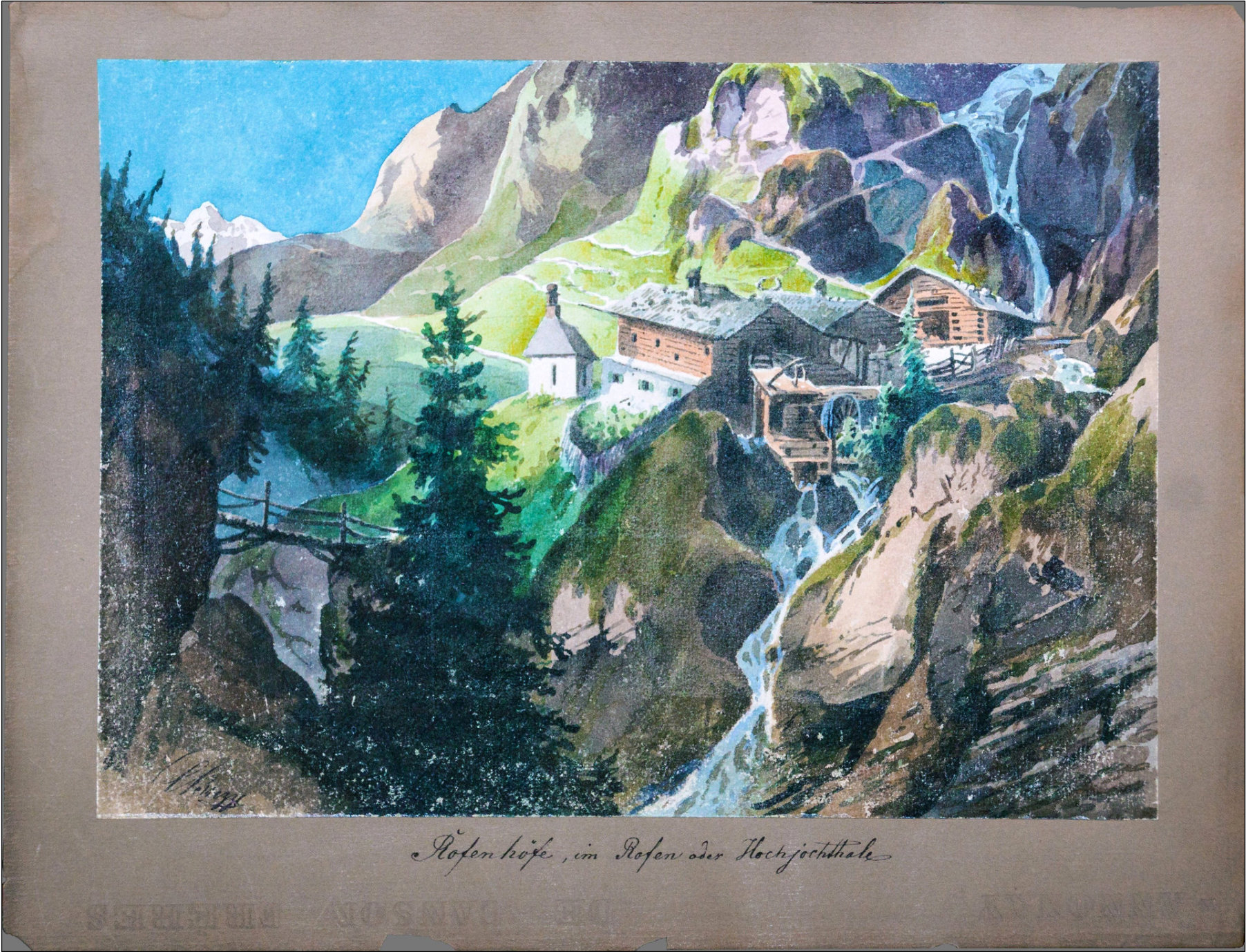
Rofenhöfe oberhalb von Vent
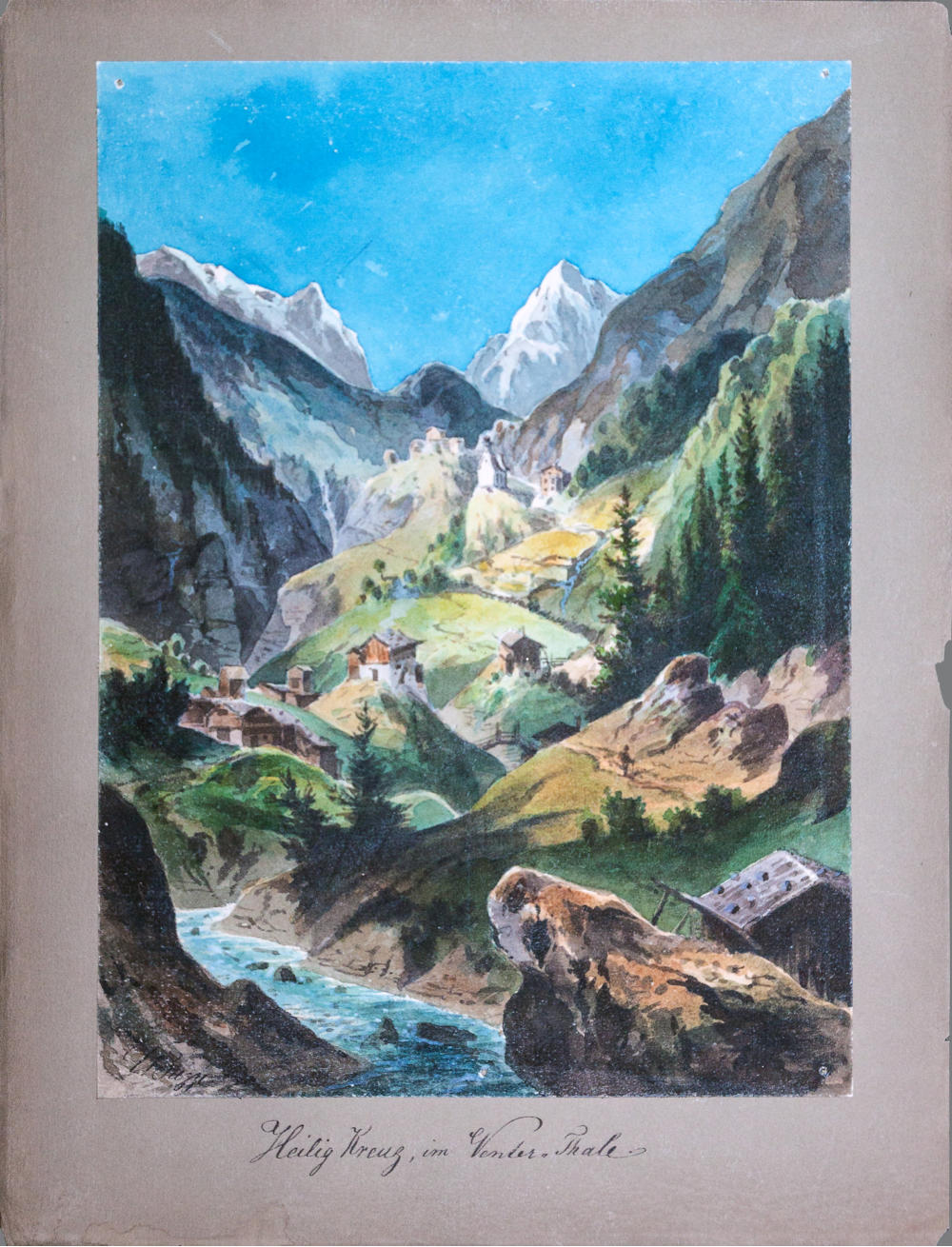
Heiligkreuz